# 跑牛河
跑牛河，位于中华人民共和国青海省西南部羌塘高原地区的一条河流，源流有东、西两支，西支为正源，发源于玉带山，向东北流，与东支相汇后曲折向北流，出山口后转东北流，于乌兰乌拉湖西南岸入湖。河流全长80千米，总落差586米，河床平均比降7.3‰，流域面积940平方千米。流域属于羌塘高寒草原半干旱气候。上游沿岸主要为高寒草原，下游近河口段沿岸多匍匐水柏枝灌丛。河口区发育有典型的三角洲地貌，砂砾广布。